# Google Lively
Lively è stata una "rete di avatar" creata nell'ambito dei progetti sviluppati da Google, sul modello di Second Life. Il progetto è nato l'8 luglio 2008 e dava la possibilità agli utenti registrati di Gmail di interagire con avatar tridimensionali.
Gli utenti potevano creare bar, caffè, ambienti virtuali e interagire fra loro, incontrandosi e avendo la possibilità di chattare.
Lo scarso successo dell'iniziativa non portò allo sviluppo di una versione definita e il progetto restò in versione beta fino alla chiusura il 31 dicembre 2008.